# 中通村 (新潟県古志郡)
中通村（なかどおりむら）は、かつて新潟県古志郡にあった村。

## 沿革
- 1889年（明治22年）4月1日 - 町村制施行に伴い古志郡曲新町村、摂田屋村、定明村、豊詰村、上島村、上下条村、田中村、大石村、中屋敷村、蛭田新田が合併し、中通村が発足。
- 1901年（明治34年）11月1日 - 古志郡宮内村、石坂村、前川村と合併し、上組村を新設して消滅。

## 村長
- 川上栄太郎